# Amy S. Bruckman
Amy Susan Bruckman (née en 1965) est professeure au Georgia Institute of Technology. Elle effectue des recherches dans les domaines des communautés en ligne et des sciences de l'apprentissage. En 1999, elle a été distinguée par la MIT Technology Review comme innovatrice remarquable de moins de 35 ans.

## Enfance et éducation
Amy S. Bruckman est née à New York, dans l'État de New York. Elle fréquente la Horace Mann School, une école préparatoire pour la Ivy League à New York ; elle en sort diplômée en 1983. Par la suite, Bruckman fréquente l'Université Harvard pour ses études de premier cycle ; elle obtient un BA en physique en 1987. Elle obtient ensuite une maîtrise en 1991 au Interactive Cinema Group du MIT Media Lab. Son mémoire de maîtrise concerne l'Electronic Scrapbook, un système intelligent de montage de vidéos domestiques .
Bruckman obtient ensuite un doctorat au Media Lab du groupe d'épistémologie et d'apprentissage de Mitchel Resnick. Le 20 janvier 1993, Bruckman crée MediaMOO, une communauté en ligne pour les chercheurs et les éducateurs en nouveaux médias. Bruckman travaille également  comme assistante de recherche pour Sherry Turkle, pour son livre, Life on the Screen (1997). Pour son travail de thèse, Bruckman développe MOOSE Crossing, un environnement d'apprentissage constructionniste basé sur MOO dans lequel les jeunes enfants peuvent acquérir des compétences en programmation informatique tout en construisant des objets virtuels,.

## Georgia Tech
Après avoir obtenu son diplôme du MIT en 1997, Bruckman accepte un poste de professeure adjointe au Georgia Institute of Technology College of Computing. En tant que nouvelle membre du corps professoral de Georgia Tech, Bruckman fonde le laboratoire Electronic Learning Communities (ELC) et met en place un programme de recherche intégrant ses intérêts pour les communautés en ligne et l'apprentissage constructionniste. Elle fonde le programme Undergraduate Research Opportunities in Computing (UROC) à Georgia Tech en 1998, le modelant sur l' UROP du MIT. En 1999, les recherches de Bruckman obtiennent une subvention décernée par le programme de développement de carrière (CAREER) de la dNational Science Foundation. La même année, elle est sélectionnée parmi les 100 innovateurs remarquables de Technology Review de moins de 35 ans. Son travail à cette époque est décrit comme « la recherche MOO la plus remarquable en éducation ».
Le 22 juillet 1999, Bruckman et Joshua Berman sortent The Turing Game, un jeu en ligne multijoueur inspiré du test de Turing qui offre aux joueurs le défi d'explorer les problèmes d'identité en ligne. Le jeu reçoit une attention nationale et est joué par plus de 11 000 personnes dans 81 pays.
En 2003, Bruckman est titularisée et promue au poste de professeure agrégée. En 2012, elle est nommée professeur titulaire. Elle a été présidente par intérim de la School of Interactive Computing de juillet à décembre 2017.
Bruckman dirige en 2021 le laboratoire ELC, le programme UROC et l' initiative Web Science à Georgia Tech.
Son livre Faut-il croire Wikipédia ? est annoncé pour 2022.

## Reconnaissance
En 2002, l'American Educational Research Association décerne à Bruckman le prix Jan Hawkins pour ses contributions en début de carrière à la recherche humaniste et aux bourses d'études en technologies d'apprentissage. Elle est élue à la CHI Academy en 2018. Elle est également élue ACM Fellow en 2018 pour ses « contributions à l'informatique collaborative et aux travaux fondamentaux en éthique de la recherche sur Internet ».